# قنديل البيض المقلي
قنديل البيض المقلي (بالإنجليزية: Fried egg jellyfish)‏ أو قنديل صفار البيض (بالإنجليزية: Egg-yolk jellyfish)‏ أو قنديل اسيهب (بالإنجليزية: Ecehb jellyfish)‏ واسمهُ العِلمي Phacellophora camtschatica، وهوَ قنديل بحري كبير جداً، حيثُ يبلغ طول قلنسوته حوالي 60 سم (2 قدم) ولديه حوالي 16 تجمع من المَخالب قد يصل عددها إلى بضع عشرات، كما يبلغ طوله حوالي 6 متر (20 قدم).
تتواجد هذه الأنواع من القناديل في الماء البارد في أجزاء كثيرة من المُحيطات، وتتغذى على القناديل الصَغيرة وغيرها من العوالق الحيوانية الجيلاتينية الممسوكة بواسطة المخالب. تمتطي العديد من القشريات الصغيرة قلنسوة قنديل البيض المقلي وبعضها يسرق الطَعام من بين أطراف فمه وَمخالبه، ويعود السبب في ذلك إلى لَسعته الضعيفة جداً. دورة حياة قنديل البيض المقلي معروفة جيداً، وذلك لأن الحفاظ على وجود هذا القنديل في حوض خليج مونتيري من ثقافة المنطقة هُناك، وتتناوب فترة حياة القنديل بين مرحلة العُمق والقاع ومرحلة التعلق على الصُخور.
يُدعى قنديل البحر الأبيض المتوسط (اسمه العلمي: Cotylorhiza tuberculata) أيضاً باسم قنديل البيض المَقلي.

## روابط خارجية
- صور لِقنديل البيض المقلي.
- صور لِقنديل البيض المقلي.